# Binodoxys impatientini
Binodoxys impatientini är en stekelart som först beskrevs av Jaroslav Stary och Remaudiere 1983.  Binodoxys impatientini ingår i släktet Binodoxys och familjen bracksteklar. Inga underarter finns listade.